# مصباح وود

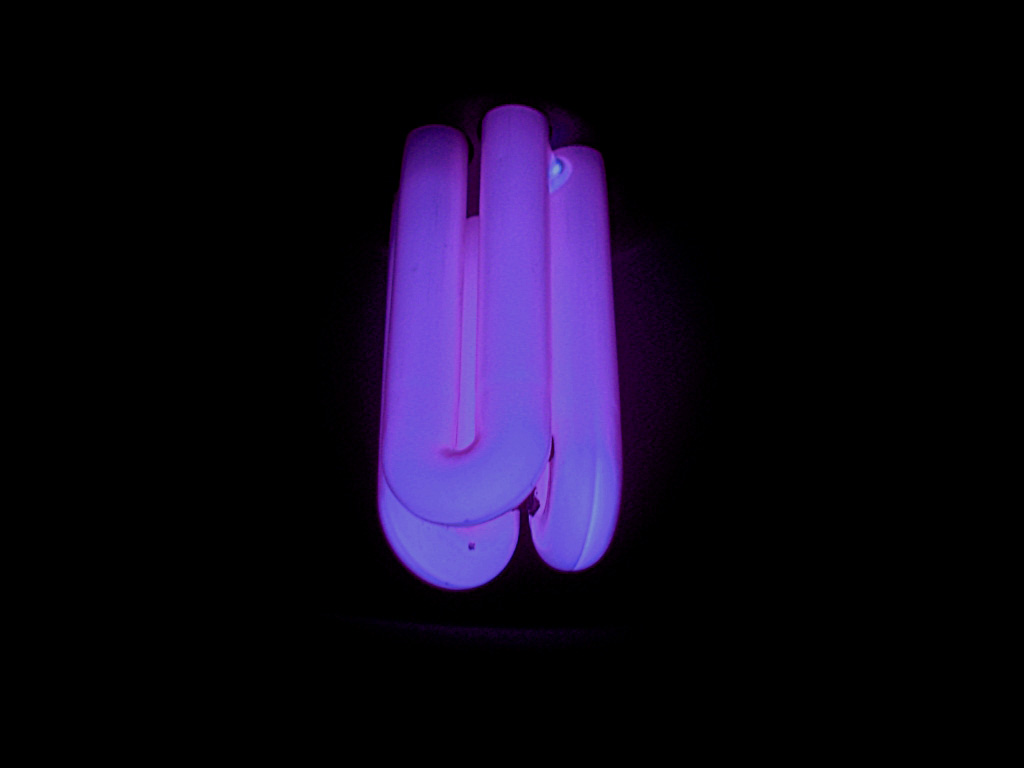
مصباح ضوء أسود. وتبدو الإنارة أقرب للبنفسجية بالنسبة للعين البشرية

مصباح وود هو أداة تشخيص تستخدم في طب الجلد والذي تسطع به إنارة فوق بنفسجية (بحيث يكون الطول الموجي يساوي 365 نانومتر) على جلد المريض، فيلاحظ الفني أي ومضان يتبعه. فمثلا استخدام البورفورين (Porphyrin) مع بعض أمراض الجلد سيومض اللون الوردي.

## التاريخ
على الرغم من أن تقنية إنتاج مصدر للضوء فوق البنفسجي كان من إنتاج روبرت وليامز وود عام 1903 باستخدام زجاج وود، لكن تلك التقنية لم تدخل مجال طب الجلد إلا عام 1925 عن طريق مارغريت وديفيز للكشف عن فطريات الشعر.

## الاستخدام الطبي
لها عدة استخدامات، أهمها حالتي تميز حالات الومضان عن حلات أخرى، وتحديد حدود الحالة بالدقة.

### الالتهابات البكتيرية والفطرية
يستخدم مصباح وود بتشخيص الحالات التالية:
- العدوى الفطرية. بعض أشكال مرض السعفة، مثل شعروية لاتومض.[1]
- الإصابات البكتيرية

### التسمم بالجليكول ايثيلين

الفلورسينية

من ناحية أخرى فإن أشعة وود يمكن استخدامها للتحديد السريع ما إذا كان الشخص المعروض يعاني من التسمم بالجليكول ايثيلين نتيجة لابتلاعه تلك المادة المضادة للتجمد. فمصنعو تلك المادة المضادة للتجمد يضيفون بشكل عام الفلورسينية والتي تسبب للمرضى بالتبول الومضاني تحت مصباح وود.

### أخرى
مصباح وود مفيد بتشخيص حالات أخرى مثل التصلب الدرني ووذح.